# Johannes Gerardus Willem Frederik Bik
Johannes Gerardus Willem Frederik Bik (Gouda, 3 september 1906 - aldaar,  1 oktober 1989) was een Nederlandse huisarts en historicus.

## Leven en werk
Bik werd in 1906 in Gouda geboren als zoon van de manufacturier Jacobus Johannes Bik en Batje Jacoba Kerper. Hij studeerde medicijnen aan de Universiteit Utrecht. Na zijn afstuderen in 1933 werd hij huisarts in Gouda. Bik  combineerde zijn belangstelling voor medische zaken met die voor geschiedenis. Hij promoveerde in 1955 aan de universiteit van Amsterdam op een proefschrift over vijf eeuwen medisch leven in een Hollandse stad, waarin hij de ontwikkeling van de gezondheidszorg in Gouda beschreef vanaf de middeleeuwen. Hij schreef diverse biografische artikelen over Gouwenaren op medisch terrein, onder andere over Anna van Hensbeek, Willem Frederik Büchner, Boudewijn Ronsse en Jan Bleuland. Daarnaast zette Bik zich in voor het behoud van het cultureel erfgoed in Gouda. Van zijn hand verschenen artikelen over monumentale gebouwen in Gouda. Ook beschreef hij de geschiedenis van de Evangelisch-Lutherse Gemeente van Gouda, een kerkgenootschap waar hij deel van uitmaakte en waarvan hij bestuurlijke functies vervulde. Hij nam het initiatief tot restauratie van de Sint-Joostkapel, de lutherse kerk van Gouda. Hij zette zich in voor de restauratie van het monumentale pakhuisje "De Eendracht" aan de Nieuwehaven. Door zijn inspanningen kon de chirurgijnskamer in het Museum Gouda gerestaureerd en heringericht worden. Op politiek terrein was hij actief voor de Anti-Revolutionaire Partij. Hij maakte van 1945 tot 1953 namens deze partij deel uit van de Goudse gemeenteraad.
Bik trouwde op 20 september 1933 te Gouda met Aartje Jacoba Margaretha Hamerslag. Hij overleed in oktober 1989 op 83-jarige leeftijd. Vanwege zijn verdiensten voor de stad Gouda werd Bik in 1973 benoemd tot ereburger van de stad. In 1983 werd hij benoemd tot ridder in de Orde van Oranje-Nassau. Voor zijn activiteiten tijdens de Tweede Wereldoorlog werd hij onderscheiden met het verzetskruis. Ook werd hij - na een voorzitterschap van ruim dertig jaar van de historische vereniging "Die Goude"  - in 1985 benoemd tot erevoorzitter van deze vereniging.